# Imru' al-Qais
Imru' al-Qais bin Hujr al-Kindi (în arabă: امْرُؤُ الْقَيْسِ ابْنُ حُجْرِ الْكِنْدِيِّ; transliterat: Imrū’ al-Qays ibn Ḥujr al-Kindī) a fost un poet arab din secolul al VI-lea.
A scris o poezie preislamică (în genul muallaqat), pe motivul fragilității vieții umane și a forței implacabile a destinului.
De asemenea, a realizat descrieri lirice ale naturii, vânătorii și iubirii.
Poeziile sale au fost adunate într-o scriere de tip Dīwān care a fost publicată abia în 1837.
Prin creația sa, a fixat forma qasidei.